# Andrew Miller (hockey sur glace)
Pour les articles homonymes, voir Miller et Andrew Miller.
Andrew Miller (né le 18 septembre 1988 à Bloomfield Hills, État du Michigan) est un joueur professionnel américain de hockey sur glace. Il évolue au poste d'ailier.

## Biographie
Miller commence sa carrière junior avec le Steel de Chicago dans l'USHL en 2007. Deux ans plus tard, il commence un cursus universitaire à l'université Yale. Il évolue quatre saisons avec les Bulldogs dans l'ECAC. Les Bulldogs remportent le championnat national NCAA en 2013. Il passe ensuite professionnel dans la Ligue américaine de hockey avec les Barons d'Oklahoma City. Le 18 mars 2015, il joue son premier match dans la Ligue nationale de hockey avec les Oilers d'Edmonton face aux Blue Jackets de Columbus. Le 25 mars, il inscrit ses deux premières assistances face à l'Avalanche du Colorado. Il marque son premier but face aux Stars de Dallas le 27 mars 2015 en réussissant un tir de pénalité face au gardien Kari Lehtonen.

## Trophées et honneurs personnels

### USHL
- 2008-2009 : participe au match des étoiles.
- 2008-2009 : nommé meilleur joueur.
- 2008-2009 : nommé meilleur attaquant.
- 2008-2009 : nommé dans la première équipe d'étoiles.
- 2008-2009 : termine meilleur pointeur.
- 2008-2009 : termine meilleur passeur.

### USA Hockey
- 2008-2009 : remporte le trophée Dave Tyler du meilleur joueur junior.

### ECAC
- 2010-2011 : nommé dans la première équipe d'étoiles.
- 2012-2013 : nommé dans la première équipe d'étoiles.

### NCAA
- 2012-2013 : nommé dans la deuxième équipe d'étoiles de l'association est.
- 2012-2013 : nommé dans la première équipe d'étoiles du tournoi final.
- 2012-2013 : nommé meilleur joueur du tournoi final.

## Statistiques
| Saison     | Équipe                 | Ligue      |    | Saison régulière | Saison régulière | Saison régulière | Saison régulière | Saison régulière |   | Séries éliminatoires | Séries éliminatoires | Séries éliminatoires | Séries éliminatoires | Séries éliminatoires |
| Saison     | Équipe                 | Ligue      | PJ | B                | A                | Pts              | Pun              | PJ               | B | A                    | Pts                  | Pun                  |                      |                      |
| 2007-2008  | Steel de Chicago       | USHL       | 59 | 14               | 27               | 41               | 28               | 7                | 2 | 4                    | 6                    | 4                    |                      |                      |
| 2008-2009  | Steel de Chicago       | USHL       | 58 | 32               | 50               | 82               | 76               | -                | - | -                    | -                    | -                    |                      |                      |
| 2009-2010  | Bulldogs de Yale       | ECAC       | 34 | 5                | 29               | 34               | 12               | -                | - | -                    | -                    | -                    |                      |                      |
| 2010-2011  | Bulldogs de Yale       | ECAC       | 36 | 12               | 33               | 45               | 18               | -                | - | -                    | -                    | -                    |                      |                      |
| 2011-2012  | Bulldogs de Yale       | ECAC       | 34 | 7                | 29               | 36               | 8                | -                | - | -                    | -                    | -                    |                      |                      |
| 2012-2013  | Bulldogs de Yale       | ECAC       | 37 | 18               | 23               | 41               | 15               | -                | - | -                    | -                    | -                    |                      |                      |
| 2013-2014  | Barons d'Oklahoma City | LAH        | 52 | 8                | 26               | 34               | 14               | 3                | 0 | 0                    | 0                    | 4                    |                      |                      |
| 2014-2015  | Barons d'Oklahoma City | LAH        | 63 | 27               | 33               | 60               | 16               | 10               | 3 | 3                    | 6                    | 8                    |                      |                      |
| 2014-2015  | Oilers d'Edmonton      | LNH        | 9  | 1                | 5                | 6                | 0                | -                | - | -                    | -                    | -                    |                      |                      |
| 2015-2016  | Condors de Bakersfield | LAH        | 44 | 15               | 24               | 39               | 18               | -                | - | -                    | -                    | -                    |                      |                      |
| 2015-2016  | Oilers d'Edmonton      | LNH        | 6  | 0                | 0                | 0                | 0                | -                | - | -                    | -                    | -                    |                      |                      |
| 2015-2016  | Checkers de Charlotte  | LAH        | 11 | 3                | 3                | 6                | 0                | -                | - | -                    | -                    | -                    |                      |                      |
| 2016-2017  | Checkers de Charlotte  | LAH        | 55 | 11               | 30               | 41               | 10               | 5                | 3 | 2                    | 5                    | 2                    |                      |                      |
| 2017-2018  | Checkers de Charlotte  | LAH        | 55 | 15               | 37               | 52               | 20               | 8                | 1 | 4                    | 5                    | 4                    |                      |                      |
| 2018-2019  | HC Fribourg-Gottéron   | NLA        | 40 | 11               | 16               | 27               | 12               | -                | - | -                    | -                    | -                    |                      |                      |
| 2019-2020  | HC Red Star Kunlun     | KHL        | 52 | 11               | 20               | 31               | 16               | -                | - | -                    | -                    | -                    |                      |                      |
| Totaux LNH | Totaux LNH             | Totaux LNH | 15 | 1                | 5                | 6                | 0                | -                | - | -                    | -                    | -                    |                      |                      |